# Der Hirt auf dem Felsen

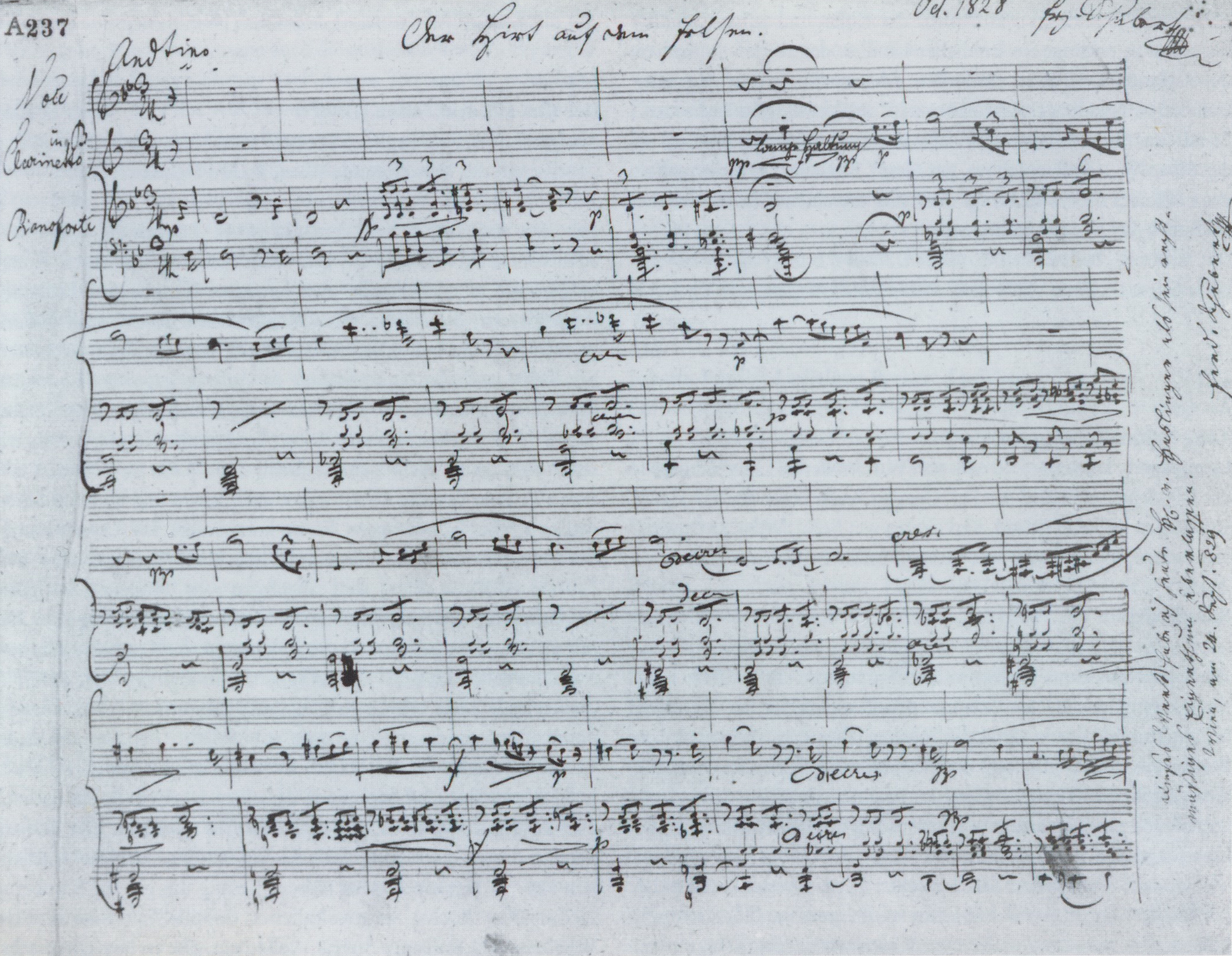
Der Hirt auf dem Felsen (D 965, im Oktober / November 1828) – Schuberts Originalmanuskript

Der Hirt auf dem Felsen (D 965), für Gesangsstimme, Klarinette und Klavier, ist die vorletzte Komposition  Franz Schuberts, entstanden im Oktober/November 1828, nach zwei Gedichten von Wilhelm Müller und einem Gedicht von Karl August Varnhagen von Ense.

## Entstehungsgeschichte
Über die Vermittlung ihres Kollegen Johann Michael Vogl hatte die inzwischen in Berlin wirkende Wiener Sopranistin Anna  Milder-Hauptmann um 1824 mit Schubert Kontakt aufgenommen, 1825 dann mehrere seiner Lieder – Die Forelle, Suleika II und Erlkönig – in Berlin erstaufgeführt und ihn gebeten, sowohl eine für sie geeignete Oper als auch Lieder zu komponieren. Sie ließ ihn über Mittelsmänner wissen, dass ihr insbesondere an einer großen mehrteiligen Gesangsszene gelegen war, wobei ihr als Vorbild der Gruß an die Schweiz von Carl Blum diente, der wiederum unmittelbar auf eine ihrer populärsten Rollen anspielte, die Emmeline in Joseph Weigls Schweizer Familie, einem Singspiel, das Schubert bereits als Kind kennengelernt hatte, bei einem seiner ersten Opernbesuche überhaupt. Anna Milder-Hauptmann schlug Schubert für ihre Auftragskomposition verschiedene Gedichttexte vor, einige davon hatte schon ihre Schwester Jeanette Bürde vertont.
Erst nach mehrfachem Nachfragen der Sängerin, beispielsweise noch im Herbst 1828 bei Ignaz Franz von Mosel, entschloss Schubert sich, die Idee der Szene aufzugreifen. Es entstand nun eine ungefähr 12 Minuten dauernde Komposition für Gesangsstimme (Sopran, auch Knabensopran oder Tenor), obligate Klarinette (im Erstdruck alternativ Violoncello) und Klavier. Den Titel scheint Schubert selbst gewählt zu haben, und er entnahm den Text jenen Gedichtausgaben von Wilhelm Müller (Gedichte aus den hinterlassenen Papieren eines reisenden Waldhornisten, Bde. 1&2, Dessau 1826), denen er auch die Texte zur Schönen Müllerin und Winterreise verdankte, sowie den Vermischten Gedichten von Karl August Varnhagen von Ense (Heidelberg 1816).

## Aufführungsgeschichte

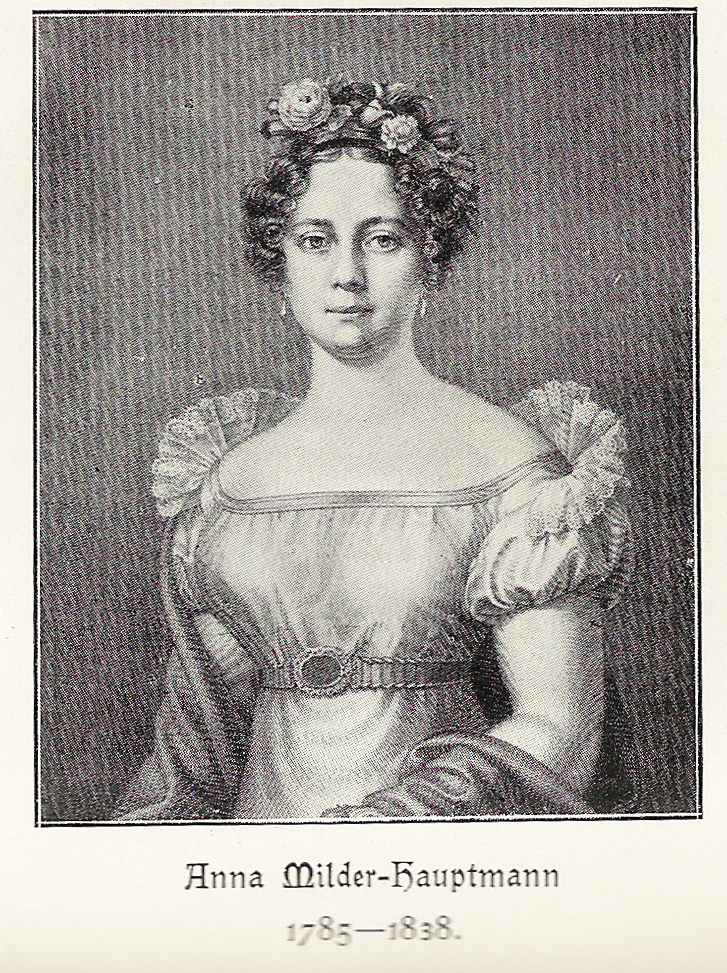

Die Uraufführung durch die Auftraggeberin Milder-Hauptmann, die durch Schuberts Bruder Ferdinand 1829 eine Abschrift der Vertonung erhielt, erfolgte am 10. Februar 1830 im Schwarzhäupterhaus in Riga. Am 21. März schlossen sich Erstaufführungen in Wien (durch Caroline Achten) und am 14. Dezember in Berlin (durch Milder-Hauptmann) an.
Tonträger-Einspielungen gibt es von Arleen Augér, Elly Ameling, Isobel Baillie, Kathleen Battle, Erna Berger, Barbara Bonney, Helen Donath, Helena Dearing, Wilma Driessen, Gabriele Fontana, Agnes Giebel, Ria Ginster, Edita Gruberová, Barbara Hendricks, Gundula Janowitz, Aline Kutan, Dame Felicity Lott, Christa Ludwig, Ann Mackay, Edith Mathis, Akiko Nakajima, Sandrine Piau, Dame Margaret Price, Lan Rao, Anna Lucia Richter, Margaret Ritchie, Sibylla Rubens, Lynda Russell, Lotte Schöne, Elisabeth Schumann, Maria Stader, Rita Streich, Ailish Tynan, Benita Valente, Maria Venuti und Edith Wiens sowie den Knabensopranen Max Emanuel Cenčić und Bejun Mehta.

## Textvorlagen und Form
Das Lied ist in drei längere Abschnitte gegliedert. Zunächst erfolgen in B-Dur nach einem ausführlichen Vorspiel der Instrumente elegische Klänge als klavierbegleitetes Duett zwischen dem Hirten und seiner Schalmei – Text aus Wilhelm Müllers Gedicht Der Berghirt:
Wenn auf dem höchsten Fels ich steh’,

In’s tiefe Tal hernieder seh’,

Und singe.

Fern aus dem tiefen dunkeln Tal

Schwingt sich empor der Widerhall

Der Klüfte.

Je weiter meine Stimme dringt,

Je heller sie mir wieder klingt

Von unten.

Mein Liebchen wohnt so weit von mir,

Drum sehn’ ich mich so heiß nach ihr

Hinüber.
Es schließt sich ein kontrastierender resignativer Mittelteil in g-Moll, modulierend über As-Dur, a-Moll nach G-Dur an – Text aus Varnhagens Gedicht Romanze bzw. Nächtlicher Schall:
In tiefem Gram verzehr’ ich mich,

Mir ist die Freude hin,

Auf Erden mir die Hoffnung wich,

Ich hier so einsam bin.

So sehnend klang im Wald das Lied,

So sehnend klang es durch die Nacht,

Die Herzen es zum Himmel zieht

Mit wunderbarer Macht.
Schließlich endet diese vorletzte Komposition Schuberts mit einer für ihn untypischen virtuosen Cabaletta wiederum in B-Dur – Text aus Wilhelm Müllers Gedicht Liebesgedanken:
Der Frühling will kommen,

Der Frühling, meine Freud’,

Nun mach’ ich mich fertig

Zum Wandern bereit.

## Hörbeispiel
- „Der Hirt auf dem Felsen“. Montserrat Alavedra i Comas (Sopran), William McColl (Klarinette: Mollenhauer, Fulda, 1820–1830) und Joseph Levine (Klavier) anhörenⓘ/?

## Weblink
- Eigenhändiger Entwurf des zweiten und dritten Teils